# 1817 au royaume uni des Pays-Bas
Chronologie des Pays-Bas
- 1813
- 1814
- 1815
- 1816
- 1817
- 1818
- 1819
- 1820
- 1821

Cette page recense des événements qui se sont produits durant l'année 1817 au royaume uni des Pays-Bas.

## Chronologie
- 8 janvier : parution de la loi sur l'organisation de la milice nationale[1]
- 25 janvier : loi concernant les brevets d'invention.
- 25 septembre : ouverture de l'université d'État de Liège[2].
- 6 octobre : ouverture de l'université d'État de Louvain.
- 9 octobre: ouverture de l'université d'État de Gand[3].

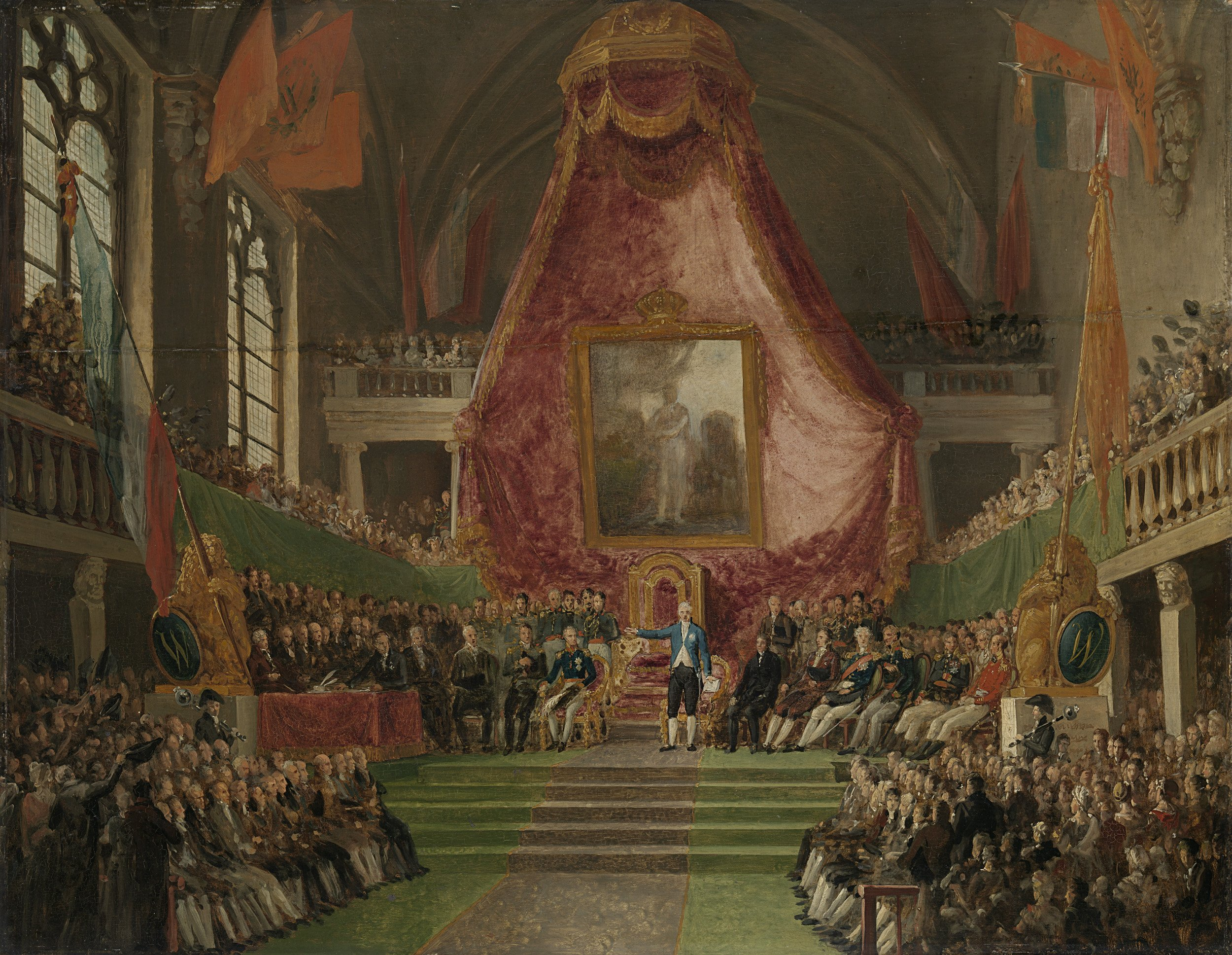
La cérémonie d'installation de l'université de Gand par le prince d'Orange, dans la salle du trône de l'hôtel de ville le 9 octobre 1817. (Rijksmuseum Amsterdam)

## Naissances
- 18 février : Johannes Bosboom, peintre et aquarelliste néerlandais († 14 septembre 1891).
- 27 février : Alexandre Robert, peintre et portraitiste belge († 13 décembre 1890).
- 21 mars : Joseph Poelaert, architecte belge († 3 novembre 1879).
- 14 juin : Charles-Auguste Fraikin, sculpteur belge († 22 novembre 1893).
- 12 juillet : Alphonse Nothomb, homme politique belge († 14 mai 1898).
- 10 octobre : Christoph Buys Ballot, scientifique néerlandais († 3 février 1890).
- 20 novembre : Paul Clays, peintre belge († 9 février 1900).

## Décès
- 23 janvier : Antoine Brice, peintre (° 26 mai 1752).
- 20 avril : Louis-Bernard Coclers, peintre, actif à Liège, à Rome, en Hollande et à Paris (° 5 mai 1741).